# Vecteur vitesse
Le vecteur vitesse, nommé parfois vélocité, est une notion de physique qui, à la différence de la vitesse comprend un déplacement vers un point. Par exemple, une voiture a une vitesse de 60 km/h mais a une vélocité de 60 km/h vers le nord, le nord étant un point de référence ou de destination pour la voiture.

## Histoire

### Origine des termes
Le terme vélocité est tiré des mots latins velocitas et velox signifiant respectivement rapidité, vitesse, et rapide, prompt, véloce, mots ayant eux-mêmes une origine obscure, mais supposé étant lié à la racine proto-indo-européenne wegh- signifiant "aller, bouger," et "transport dans un véhicule".